# Futbolista
Un futbolista o futboliste (en valencià) és un esportista que juga un dels diferents tipus de futbol.
La Federació Internacional de Futbol Associació va estimar que, a principis de segle, hi havia 250 milions de futbolistes al món.